# 水火同源

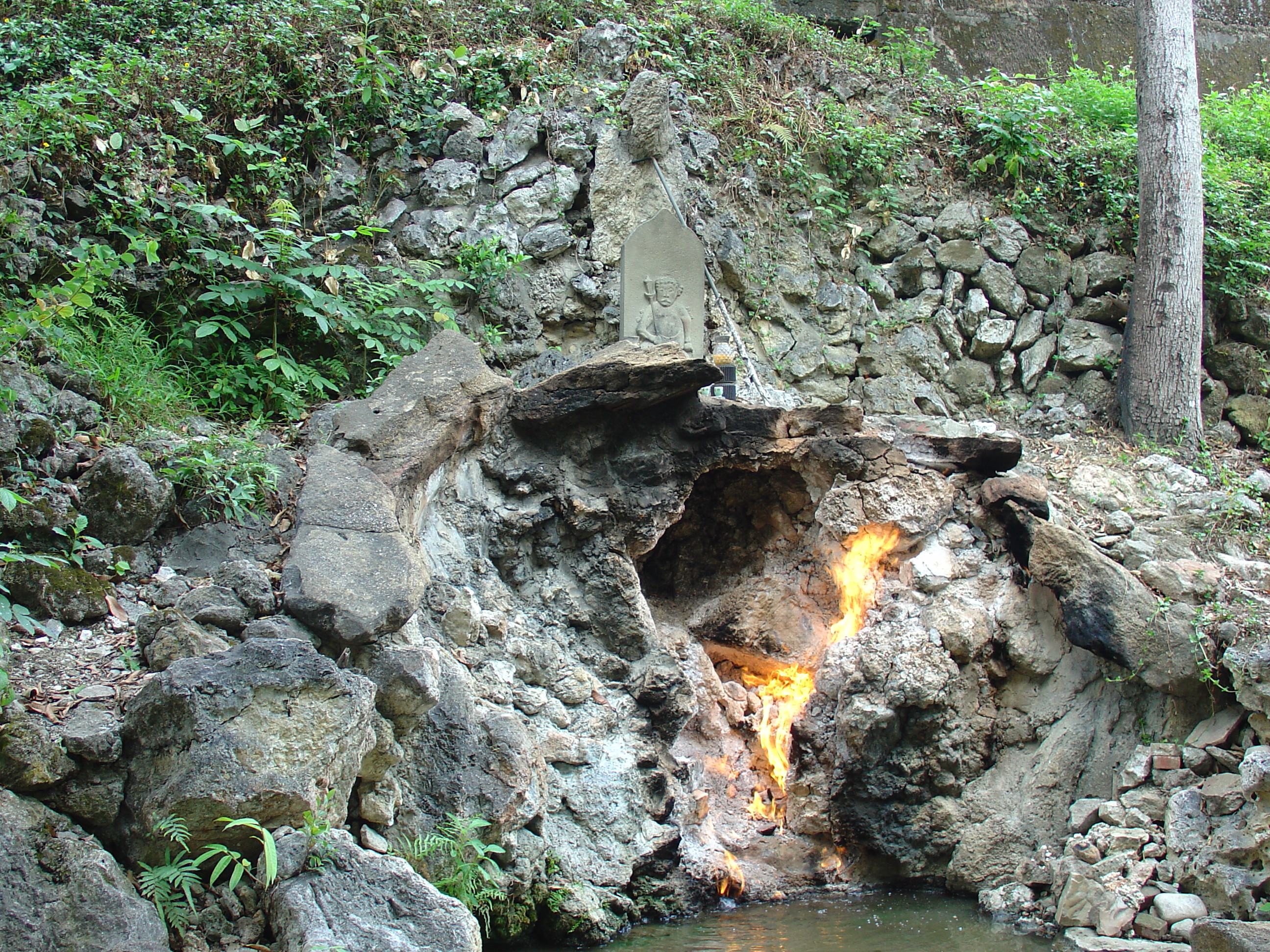
水火同源の奇景

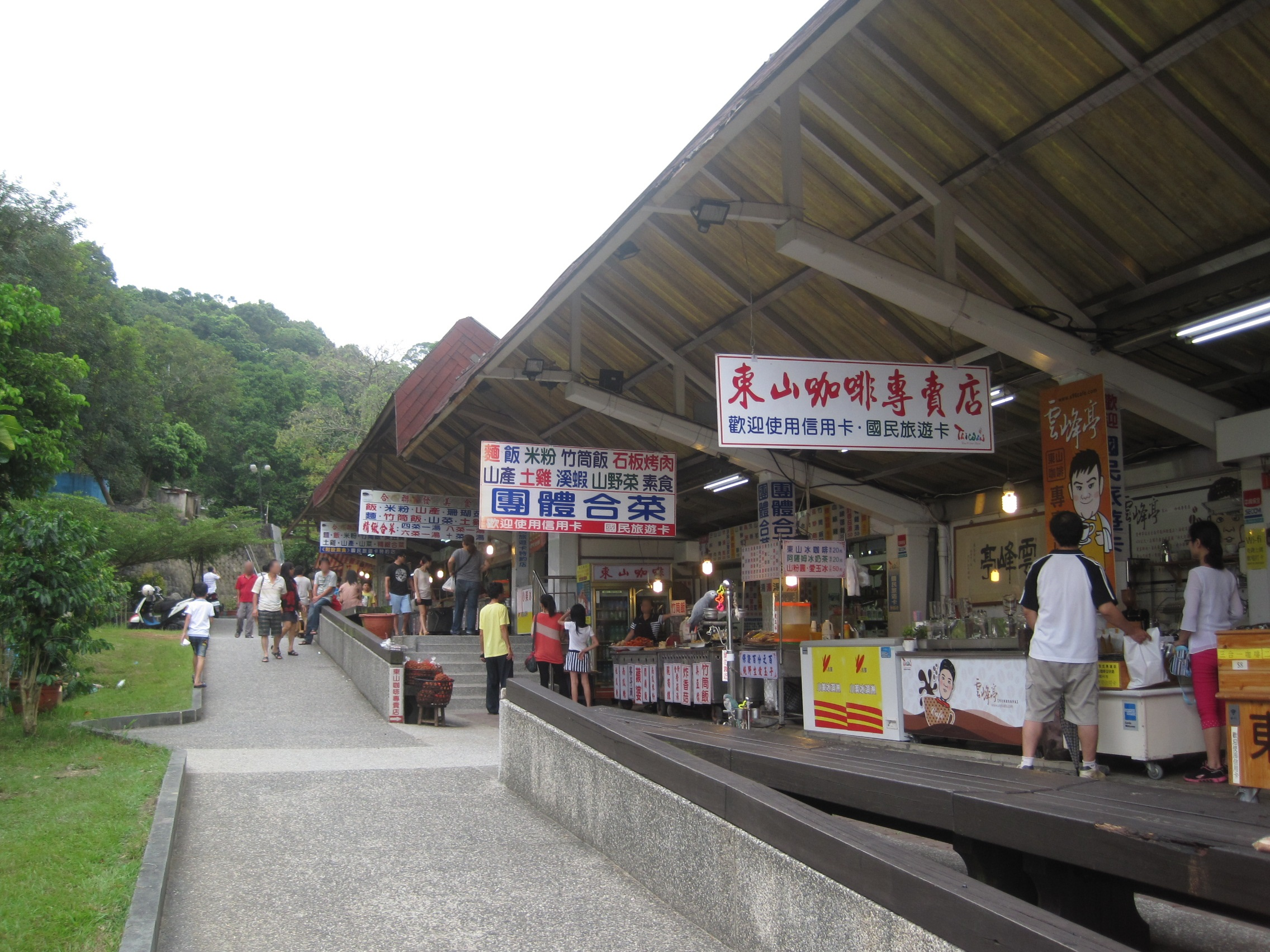
水火同源付近の商店（2014年）

水火同源（すいかどうげん）は水火洞、水火渓とも呼ばれ、水と火が共存する自然景観で、台湾七不思議の一つ。台南市白河区関子嶺風景区に位置し、枕頭山の麓の南西側、六重渓断層に近い上部尾根の傾斜軸上の石壁にある。石壁から湧き出る天然ガスによって炎が保たれると同時に、石壁の隙間からは湧き水が出ており、煙も炎もなく火が放たれ、水の中の火、火の中の水という特殊な景観を形成している。

## 歴史
1701年に大仙寺の参徹禅師によって発見されて以来、火は絶えることなく維持されてきたが、1964年の白河地震以前は火は一束に集中しており、地震後はいくつかの穴から炎が広がり、水面に浮かぶ花のように弱くなっていた。日本統治時代、村人たちは火の上に「水福神君」または「不動神君」と呼ばれる神像を彫って祀った。

## 伝説

### 仙奶泉の伝説
伝説によると、パイワン族の青年が母親の病気を治すために仙奶泉に水を汲みに行き、旅の途中で鳳姑娘と出会った。しかし、泉の守護獣を倒して泉水を手に入れた後、神との約束を破ったとして太陽神に罰せられ、やがてパイナップル（鳳梨）と泥に変えられてしまった。

### 麒麟伝説
関子嶺には麒麟が住んでいると言われ、その頭は水と火の同じ源であり、尾は紅葉坑道の東に伸び、温泉地はその四足が立つ場所であり、温泉はその尿である。麒麟は活発で外向的な生き物で、人々に楽しんでもらうために火を吐くのが好きで、代々関子嶺の人々を守ってきた。

## 参照項目
- シラヤ国家風景区